# Pakize Tarzi
Pakize İzzet Tarzi (Aleppo, Imperio Otomano, 1990-Estambul, 2004) fue una ginecóloga y obstetra turca. La primera ginecóloga y obstetra de Turquía, la primera fundadora de una clínica privada de ginecología y la primera mujer en cruzar a nado el Bósforo.

## Biografía
Pakize Tarzi nació en Aleppo durante el Imperio Otomano debido a que su padre era el inspector general del Banco Ziraat (Banco Agrícola de Siria) en esa localidad. Su familia se mudó a Adana después de que los británicos ocuparon Damasco en 1918, y a Konya cuando Adana fue ocupada por los franceses. Su familia prefirió no enviarla a la escuela y tomar lecciones privadas. Recibió su diploma de la escuela secundaria de la Escuela Sirors en Konya. Se mudaron a Bursa después de que una de sus cuatro hermanas muriera durante la rebelión de Delibaş y su tío, el comandante central de Konya, Mustafa Tevfik Bey, fuera capturado.

## Trayectoria profesional
Después de completar su educación en Bursa American Girls' College, donde estuvo pupila dos años, se decidió a estudiar medicina puesto que desde su niñez, lo único que quiso fue ser médica. Pakize se mudó a Estambul para estudiar. Mediante una decisión judicial obtuvo la mayoría de edad para poder ingresar a la universidad y comenzó a estudiar física y ciencias químicas en Darülfünun. Durante sus estudios, como representante de la Facultad, les contó a las delegadas extranjeras el desarrollo y las revoluciones del país en el Congreso Internacional de Mujeres en el Palacio de Yıldız. Trabajó en Anatolia durante tres semanas dentro del alcance del proyecto, que se desarrolló después de que el presidente Mustafa Kemal Pasha pidiera a las estudiantes de medicina que visitaran las aldeas; hizo esfuerzos para concienciar a las mujeres.
Se graduó de la Facultad de Medicina de la Universidad de Estambul en 1932. Comenzó a trabajar en la Clínica de Ginecología Haseki, dirigida por Wilhelm Liepmann, como la primera asistente femenina universitaria. Durante su formación especializada en Obstetricia y Ginecología, intervino en muchas cirugías y tratamientos difíciles con el profesor Liepmann, Se convirtió en la primera ginecóloga y primera graduada en el campo de obstetricia y ginecología en la Facultad de Medicina de la Universidad de Estambul.
En 1935 se casó con Fettah Tarzi, sobrino del rey afgano Amanulá Khan. Con su esposo se trasladaron, revalidó su título y comenzó a trabajar como médica en Roma, allí vivió un tiempo con su esposo, luego se instaló en Estambul debido a su deseo de trabajar como médica en su país y que nazca la primera de sus tres hijos. Aunque su tesis fue aceptada en el examen de profesora asociada, Pakize Tarzi no fue aceptada como profesora asociada por no completar los 45 minutos en el examen de clase aplicada, abandonó la universidad.
El 21 de julio de 1949 en Sisli, un distrito de Estambul, abrió la primera clínica ginecológica privada en Turquía, con equipamiento tecnológico de avanzada. Su labor permitió el parto de miles de personas. Trabajó activamente en la clínica hasta 1998.
Fue una de los fundadoras de la Asociación para la Protección de los Animales, la Asociación de Mujeres Universitarias de Turquía y de la Asociación Soroptimista de Estambul (1948). También se la conoce por ser la primera mujer que cruzó a nado el Estrecho del Bósforo.
Falleció el 10 de octubre de 2004 a los noventa y dos años. Se encuentra sepultada en el cementerio de Zincirlikuyu. 

## Publicaciones
Publicó su autobiografía en un libro llamado Anılar (Recuerdos).